# Traian Ungureanu
Traian Ungureanu, né le 1er mars 1958 à Bucarest, est un homme politique roumain.

## Biographie

### Carrière politique
Il est élu député européen en 2009 et réélu en 2014. Il siège au sein du Groupe du Parti populaire européen. De 2009 à 2014 il a été membre de la Commission de l'emploi et des affaires sociales, de la Délégation à l'Assemblée parlementaire Euronest et de la Délégation à la commission de coopération parlementaire UE-Moldavie. Depuis juillet 2014, il est membre de la Commission des libertés civiles, de la justice et des affaires intérieures.